# Hemileuca eglanterina
Hemileuca eglanterina is een vlinder uit de familie van de nachtpauwogen (Saturniidae). De wetenschappelijke naam van de soort is, als Saturnia eglanterina, in 1852 gepubliceerd door Jean Baptiste Boisduval.
De vlinder heeft een spanwijdte van 65 tot 87 millimeter. De tekening is flink variabel. De voorvleugels zijn meest roze met geel en meer of minder zwarte tekening. De achtervleugels zijn geel met smalle tot zeer brede zwarte rand, soms zelfs geheel zwart.
De vliegtijd is van juni tot september in één jaarlijkse generatie. De vrouwtjes leggen de eitjes in ringen om takken heen. Het ei overwintert, de rups sluipt uit in april en mei. Op hoogte en meer in het noorden is de verpopping te laat om te vliegen en overwintert ook de pop. De imago kruipt vroeg in de ochtend uit de pop om dezelfde ochtend nog te paren. 
Als waardplanten worden houtige planten en loofbomen gebruikt.
De soort komt voor in het westen van Noord-Amerika.

## Synoniemen
- Pseudohazis eglanterina f. denudata Neumoegen, 1891
- Pseudohazis eglanterina boisduvali Oberthür, 1914
- Pseudohazis eglanterina harrisi Oberthür, 1914

## Ondersoorten
- Hemileuca eglanterina eglanterina
- Hemileuca eglanterina annulata Ferguson, 1971[1]
- Hemileuca eglanterina shastaensis (Grote, 1880)
  - = Pseudohazis eglanterina var. shastaensis Grote, 1880
  - = Pseudohazis shastaensis normalis Dyar & Cockerell, 1914

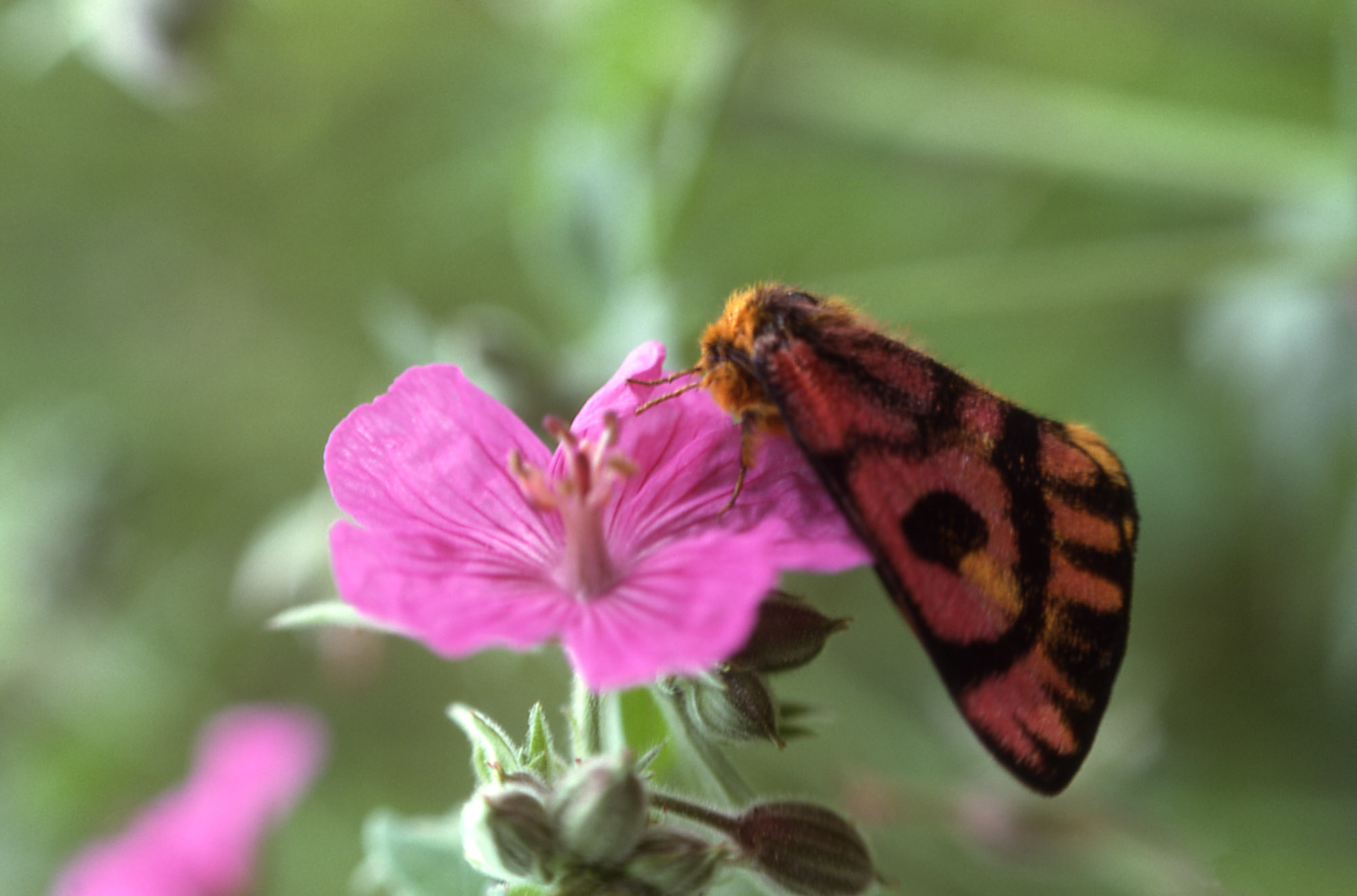

1. ↑  Ferguson, D.C., 1971: The moths of America north of Mexico. Fascicle 20a Bombycoidea: 1-154.